# Йоан Икономов
Йоан Икономов (на гръцки: Ιωάννης Οικονόμος Πατέρας, Йоанис Икономос Патерас) е гъркомански свещеник и революционер, деец на гръцката въоръжена пропаганда в Македония от началото на XX век.

## Биография
Роден е в леринското село Кабасница, тогава в Османската империя. Работи срещу ВМОРО от 1900 година. Действа като агент от трети ред в гръцката пропаганда, а по сведенията на Георгиос Цондос (капитан Вардас) организира нападение срещу български села в Битолско. Срещу него е направен неуспешен опит да бъде убит от местни екзархисти.